# 尼科·李航

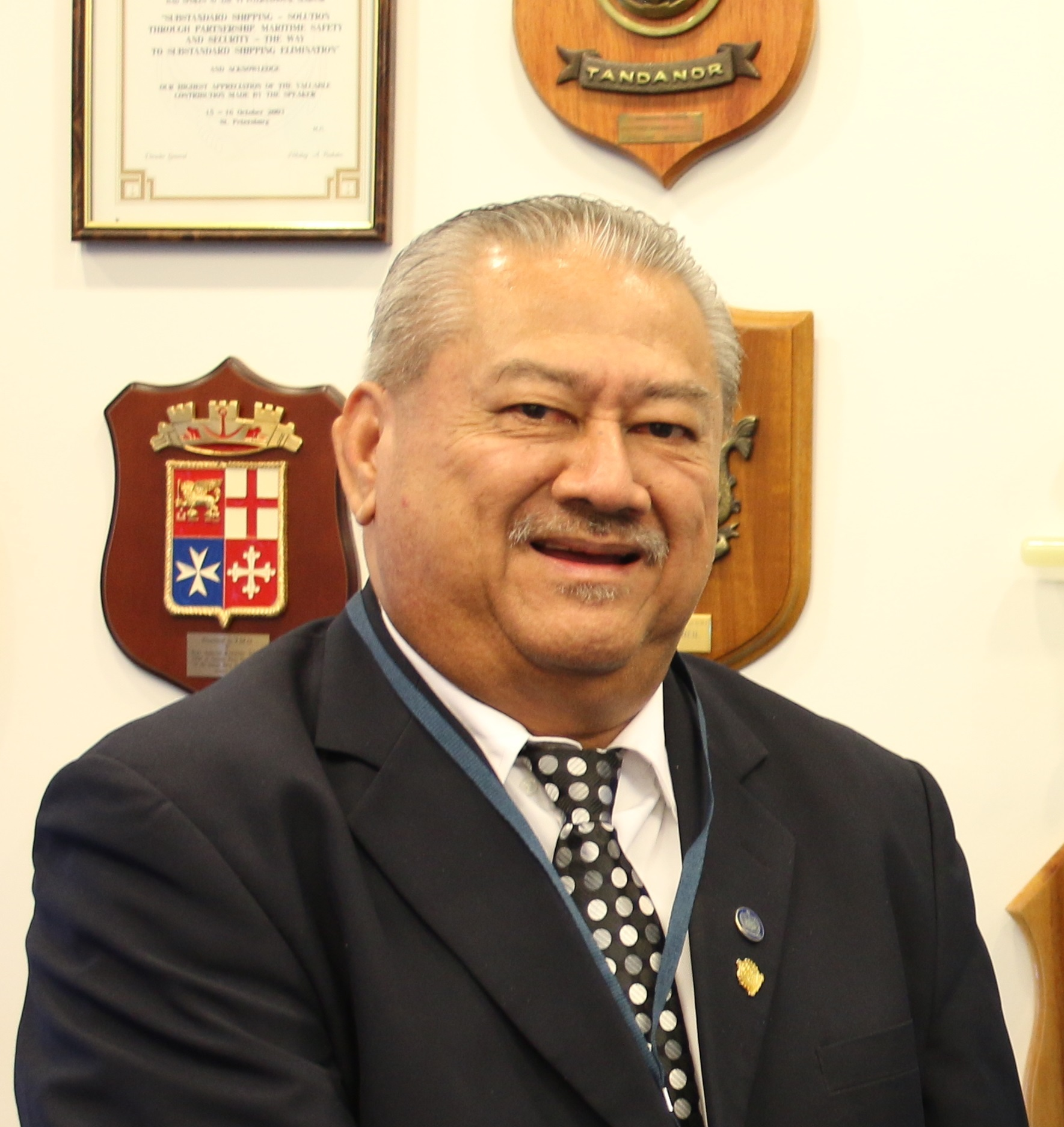
2019年的尼科·李航

尼科·李航（英語：Niko Lee Hang, 1954年—2022年11月29日）是萨摩亚的现任财政部长。

## 生平
他曾经是一个会计师。2002年到2006年，他担任议员。2006年3月，他被总理提名为内阁成员。